# Vernon De Marco
Vernon De Marco Morlacchi (* 18. listopadu 1992, Córdoba) je španělsko-slovenský fotbalový obránce a reprezentant Slovenska narozený v Argentině, od srpna 2024 hráč kyperského mužstva Apollon Limassol. V zahraničí působil na klubové úrovni v Polsku a ve Spojených arabských emirátech. Hraje na postu stopera nebo na kraji obrany. Mezi jeho přednosti patří dobrá rozehrávka, úspěšnost v hlavičkových soubojích a přehled ve hře. Domluví se šesti jazyky (slovensky, polsky, anglicky, německy, španělsky a portugalsky), 28. května 2021 získal slovenské občanství.

## Klubová kariéra
Svoji fotbalovou kariéru začal ve španělském klubu UD Arenal, odkud v průběhu mládeže odešel do celku CD San Francisco. V červenci 2011 přestoupil do týmu CE Constància, kde hrál za "áčko" čtvrtou španělskou ligu.

### MFK Zemplín Michalovce

#### Sezóna 2012/13
Před ročníkem 2012/13 zamířil na Slovensko, kde podepsal kontrakt se Zemplínem Michalovce. Ligovou premiéru v dresu Zemplínu si odbyl 28. 7. 2012 v utkání 2. kola druhé nejvyšší soutěže proti Baníku Ružiná, nastoupil na celý zápas a pomohl k výhře 2:1 na půdě soupeře.

#### Sezóna 2013/14
Svůj první gól za Zemplín Michalovce dal v sedmém kole druhé ligy hraném 31. srpna 2013 v souboji s mužstvem ŠK SFM Senec, když v 58. minutě zvyšoval na konečných 2:0, Senec hrál od 61. minuty kvůli vyloučení v deseti hráčích. Podruhé v ročníku se prosadil v 10. kole proti klubu FC ŠTK 1914 Šamorín, branku dal v 72. minutě a podílel se na vítězství 3:0. Michalovce skončily v tabulce na druhém místě za vítězným týmem FO ŽP ŠPORT Podbrezová.

#### Sezóna 2014/15
2. 8. 2014 se dvakrát trefil proti rezervě klubu MFK Košice (výhra 2:1), první branku dal ve 4. minutě z penalty a druhou ze hry dvě minuty před koncem střetnutí. Svůj třetí gól dal ve 44. minutě v souboji s Lokomotívou Košice, Zemplín porazil svého soka v poměru 3:0. V rozmezí 10.-13. kola se třikrát střelecky prosadil, po jednom gólu dal týmu FK Poprad (výhra 3:1), mužstvu MFK Dolný Kubín (výhra 2:0) a klubu MFK Tatran Liptovský Mikuláš (výhra 3:0). Po podzimu 2014 tak měl na své kontě šest vstřelených branek. Posedmé v ročníku se trefil v prvním kole nadstavbové části hraném 3. dubna 2015 proti Senci, když v 67. minutě zvyšoval na konečných 2:0. Na jaře 2015 Michalovce skončili na prvním místě a poprvé v historii postoupily do 1. ligy, stalo se tak po výhře 2:0 na půdě klubu MFK Skalica.

#### Sezóna 2015/16
Ve 2. kole vstřelil svůj první gól v sezoně, když se prosadil ve 26. minutě proti Podbrezové (prohra 2:6). Jednalo se zároveň o premiérovu branku Zemplínu Michalovce v nejvyšší soutěži. Podruhé skóroval v 10. kole na domácí půdě do sítě Slovanu Bratislava, Zemplín podlehli soupeři 1:2. V odvetě proti Podbrezové (výhra 2:0) vstřelil dva góly, trefil se v 8. a 39. minutě. Svoji pátou branku zaznamenal 28. listopadu 2015 v souboji s týmem MFK Ružomberok (prohra 1:3).

### ŠK Slovan Bratislava

#### Sezóna 2016/17
V létě 2016 byl na testech ve španělském druholigovém celku Levante UD, nakonec v září 2016 odešel na půlroční hostování s opcí do Slovanu Bratislava. Svůj ligový debut si připsal v 10. kole hraném 24. září 2016 proti mužstvu AS Trenčín (prohra 1:2), nastoupil na celých devadesát minut. Poprvé v dresu klubu skóroval v 11. kole proti Zemplínu Michalovce, tedy proti svému bývalému zaměstnavateli. Trefil se osm minut před koncem hlavou a i díky němu tým zvítězil doma v poměru 3:1. V lednu 2017 získal Slovan Vernona natrvalo a uzavřel s ním smlouvu na tři a půl roku. V sezoně 2016/17 se podílel na zisku domácího poháru, přestože ve finále hraném 1. května 2017 proti tehdy druholigovému týmu MFK Skalica kvůli zranění nenastoupil. Jeho spoluhráči porazili soupeře v poměru 3:0.

#### Sezóna 2019/20
V prvním předkole Ligy mistrů UEFA 2019/2020 nehrál, Slovan vypadl s černohorským celkem FK Sutjeska Nikšić a byl přesunut do předkol Evropské ligy UEFA 2019/2020, kde s "belasými" postoupil přes kosovské mužstvo KF Feronikeli (výhry doma 2:1 a venku 2:0), klub Dundalk FC z Irska (výhry doma 1:0 a venku 3:1) a řecký tým PAOK Soluň (výhra doma 1:0 a prohra venku 2:3) do skupinové fáze. Se Slovanem byl zařazen do základní skupiny K, kde v konfrontaci s mužstvy Beşiktaş JK (Turecko), SC Braga (Portugalsko) a Wolverhampton Wanderers FC (Anglie) skončil s "belasými" na třetím místě tabulky a do jarního play-off s nimi nepostoupil. V lednu 2020 prodloužil s "belasými" kontrakt, ačkoliv měl nabídku z Mexika. Novou smlouvu podepsal na tři a půl roku. Svoji první ligovou branku v sezoně zaznamenal ve 20. kole hraném 22. února 2020 proti klubu AS Trenčín (výhra 2:0), ve 25. minutě otevřel skóre duelu. Slovanu pomohl k obhajobě titulu z předešlé sezony 2018/19. S "belasými" ve stejném ročníku triumfoval i ve slovenském poháru a získal tak s týmem „double“.

#### Sezóna 2020/21
Za Slovan odehrál zápas druhého předkola Evropské ligy UEFA 2020/21 proti finskému týmu Kuopion Palloseura, se kterým po prohře 1:2 po penaltovém rozstřelu společně se svými spoluhráči ze soutěže vypadl. Poprvé a podruhé v sezoně skóroval v pátém kole v souboji s Trenčínem, Slovan díky jeho gólům otočil stav zápasu z 0:1 na konečných 2:1. Potřetí v ročníku dal gól ve 14. kole v odvetě s ViOnem Zlaté Moravce – Vráble (výhra 2:1) Následně se střelecky prosadil dvakrát v odvetném souboji proti celku ŠKF Sereď (výhra 5:0), trefil se v 7. a 29. minutě po přihrávce Nona. Na jaře 2021 vybojoval se Slovanem ligový primát, který byl pro mužstvo již třetí v řadě. Zároveň s mužstvem získal podruhé za sebou po výhře 2:1 po prodloužení nad celkem MŠK Žilina domácí pohár a klubu pomohl poprvé v jeho historii k obhájení doublu.

#### Sezóna 2021/22
Se Slovanem postoupil přes Shamrock Rovers z Irska (výhra 2:0 doma a prohra 1:2 venku) do druhého předkola Ligy mistrů UEFA 2021/22 a v něm vypadli se spoluhráči se švýcarským týmem BSC Young Boys z Bernu po domácí remíze 0:0 a venkovní prohře 2:3. Následně byl se slovenským mužstvem přesunut do předkol Evropské ligy UEFA 2021/22, kde s ním nejprve vyřadil ve třetím předkole Lincoln Red Imps FC z Gibraltaru (výhra 3:1 venku a remíza 1:1 doma), avšak ve čtvrtém předkole - play-off s ním nepřešel přes řecký klub Olympiakos Pireus (prohra 0:3 venku a remíza 2:2 doma) do skupinové fáze této soutěže. Se spoluhráči však byli zařazení do základní skupiny F Evropské konferenční ligy UEFA 2021/22, kde v konfrontaci se soupeři: FC Kodaň (Dánsko) - (prohry doma 1:3 a venku 0:2), PAOK Soluň (Řecko) - (remízy venku 1:1 a doma 0:0) a stejně jako v kvalifikaci s Lincolnem Red Imps - (výhry doma 2:0 a venku 4:1) skončili na třetím místě tabulky, což na postup do jarní vyřazovací fáze nestačilo. De Marco celkově v této sezóně pohárové Evropy nastoupil k devíti zápasům. Svoji první branku v sezoně trefil 3. 10. 2021 proti týmu FK Pohronie při výhře 5:1. V ročníku 2021/22 pomohl svému zaměstnavateli již ke čtvrtému titulu v řadě, což Slovan dokázal jako první v historii slovenského fotbalu.

#### Sezóna 2022/23
Se Slovanem postoupil po domácí remíze 0:0 a venkovním vítězství 2:1 po prodloužení přes Dinamo Batumi z Gruzie do druhého předkola Ligy mistrů UEFA 2022/23, v němž však nestačili po výhře 2:1 venku a prohře 1:4 doma na maďarský celek Ferencvárosi TC z hlavního města Budapešti. Následně nepřešli ani po přesunu do třetího předkola Evropské ligy UEFA 2022/23 přes Olympiakos Pireus z Řecka (remíza 1:1 venku a prohra 2:3 doma po penaltovém rozstřelu), avšak se spoluhráči hráli ještě ve čtvrtém předkole - play-off Evropské konferenční ligy UEFA 2022/23 proti bosenskému mužstvu HŠK Zrinjski Mostar, kde po venkovní prohře 0:1 a výhře 3:1 po rozstřelu z pokutových kopů vybojovali postup do skupinové fáze této soutěže. Se Slovanem Bratislava byl zařazen do základní skupiny H, kde v konfrontaci se soupeři: FC Basilej (Švýcarsko) - (výhra 2:0 venku a remíza 3:3 doma), FK Žalgiris (Litva) - (remíza 0:0 doma a výhra 2:1 venku) a FC Pjunik Jerevan (Arménie) - (prohra 0:2 venku a výhra 2:1 doma) s ním postoupil se ziskem 11 bodů jako vítěz skupiny poprvé v novodobé historii Slovanu do jarní vyřazovací fáze některé evropské pohárové soutěže. V ní ale se Slovanem vypadl po penaltovém rozstřelu v osmifinále s Basilejí. De Marco celkem v této sezoně pohárové Evropy nastoupil ke 14 utkáním, ve kterých střelecky prosadil jednou, konkrétně v odvetě s Ferencvárosi. Své dva jediné ligové góly v ročníku vsítil v každém ze dvou střetnutích s klubem FK Železiarne Podbrezová (výhry 3:1 a 2:1). Na konci ročníku získal se Slovanem Bratislava titul, který byl pro tým již historicky pátý v řadě. V létě 2023 ve Slovanu skončil poté, co se nedohodl s vedením na nové smlouvě.

### Lech Poznań (hostování)

#### Sezóna 2017/18
V červnu 2017 jej Slovan poslal hostovat do polského mužstva Lech Poznań, třetího celku Ekstraklasy 2016/17. Ligovou premiéru v dresu Lechu absolvoval 10. 9. 2017 v 8. kole v souboji s Pogońem Szczecin (remíza 0:0), na hřiště přišel ve 26. minutě.

#### Sezóna 2018/19
V létě 2018 mu v mužstvu skončilo hostování a vrátil se zpět do Slovanu. Následně však zamířil zpět na rok hostovat do Poznaně. S Lechem postoupil přes arménský klub Gandzasar Kapan FC (výhra 2:0 a prohra 1:2) a Šachtěr Salihorsk z Běloruska (remíza 1:1 a výhra 3:1 po prodloužení) do třetího předkola Evropské ligy UEFA 2018/19, ve kterém Poznań vypadla po prohrách 0:2 a 1:2 s belgickým týmem KRC Genk. Po konci hostování se zapojil do letní přípravy Slovanu Bratislava.

### Hatta Club
Před sezonou 2023/24 zamířil jako volný hráč (zadarmo) do mužstva Hatta Club ze Spojených arabských emirátů, ačkoliv se původně psalo, že přestoupí do nejmenovaného katarského klubu. Debut v lize zaznamenal ve čtvrtém kole proti týmu Al-Nasr SC (prohra 0:3), odehrál celý zápas. S tehdejším ligovým nováčkem bojoval na jaře 2024 o záchranu, která se nezdařila. Po roce Vernon v tomto celku skončil.

### Apollon Limassol
V srpnu 2024 se domluvil na smlouvě s kyperským mužstvem Apollon Limassol, kde se sešel s bývalým spoluhráčem ze Slovanu Bratislava Jaromírem Zmrhalem.

## Klubové statistiky
Aktuální k 23. srpnu 2024
| Sezona    | Klub                 | Soutěž       | Zápasy | Góly |
| --------- | -------------------- | ------------ | ------ | ---- |
| 2011/2012 | CE Constància        | 4. liga      | –      | –    |
| 2012/2013 | Zemplín Michalovce   | 2. liga      | 18     | 0    |
| 2013/2014 | Zemplín Michalovce   | 2. liga      | 18     | 2    |
| 2014/2015 | Zemplín Michalovce   | DOXXbet liga | 24     | 7    |
| 2015/2016 | Zemplín Michalovce   | Fortuna liga | 30     | 5    |
| 2016/2017 | Zemplín Michalovce   | Fortuna liga | 4      | 0    |
| 2016/2017 | ŠK Slovan Bratislava | Fortuna liga | 15     | 1    |
| 2017/2018 | Lech Poznań (host.)  | Ekstraklasa  | 2      | 0    |
| 2018/2019 | Lech Poznań (host.)  | Ekstraklasa  | 15     | 0    |
| 2019/2020 | ŠK Slovan Bratislava | Fortuna liga | 17     | 1    |
| 2020/2021 | ŠK Slovan Bratislava | Fortuna liga | 26     | 5    |
| 2021/2022 | ŠK Slovan Bratislava | Fortuna liga | 26     | 1    |
| 2022/2023 | ŠK Slovan Bratislava | Fortuna liga | 25     | 2    |
| 2022/2023 | ŠK Slovan Bratislava | Fortuna liga | 25     | 2    |
| 2023/2024 | Hatta Club           | Gulf League  | 21     | 0    |
| 2024/2025 | Apollon Limassol     | A' katigoría |        |      |

## Reprezentační kariéra

### A-mužstvo
Ve Slovenské seniorské reprezentaci debutoval pod trenérem Štefanem Tarkovičem 14. 11. 2021 v kvalifikaci na MS 2022 v Attardu na Národní stadionu Ta' Qali proti Maltě (výhra 6:0), na hrací plochu přišel jako střídající hráč v 70. minutě namísto Alberta Rusnáka a o dvě minuty později zvyšoval na 5:0.

### EURO 2024
Se Slovenskem postoupil na EURO 2024 v Německu. V červnu 2024 jej tehdejší trenér slovenské reprezentace, Ital Francesco Calzona, nominoval na tento turnaj. Vernon na turnaji neodehrál žádný zápas. Jeho spoluhráči skončili ve skupině E v konfrontaci s repre Belgie (výhra 1:0), Ukrajiny (prohra 1:2) a Rumunska (remíza 1:1) se čtyřmi body na třetím místě tabulky a představili se v osmifinále, kde vypadli po prohře 1:2 po prodloužení s Anglií.

### Reprezentační zápasy a góly
Zápasy Vernona De Marca za A-mužstvo Slovenska
| 2021                | 1  | 1 |
| 2022                | 5  | 0 |
| 2023                | 1  | 0 |
| 2024                | 3  | 0 |
| Celkem              | 10 | 1 |
| Platí k 12. 6. 2024 |    |   |

Seznam gólů Vernona De Marca v A-mužstvu slovenské reprezentace
| 010                  | 14. 11. 2021 | Národní stadion Ta' Qali, Attard, Malta | Malta | 00:5 0(72.) | 0:6 | Kvalifikace na MS 2022 |
| Platí k 18. 11. 2021 |              |                                         |       |             |     |                        |